# Fumihiko Sori
Fumihiko Sori (曽利 文彦, n. 17 mai 1964, Osaka, Japonia) este un producător și regizor de film japonez. A fost nominalizat la premiul pentru cel mai bun regizor la Premiile Academiei Japoneze (日本アカデミー賞, Nippon Akademii-shou) pentru debutul său în regie, Ping Pong din 2002.

## Filmografie

### Filme regizate
- Ping Pong (2002)
- Vexille (2007)
- Ichi (2008)
- Ashita no Joe (2011)
- Dragon Age: Dawn of the Seeker (2012)[2]
- Alchimistul de oțel (2017)

### Filme produse
- Semințe de măr (2004)